# New Hampton (Missouri)
New Hampton – miasto w Stanach Zjednoczonych, w stanie Missouri, w hrabstwie Harrison.